# Franz Sartori
Franz Sartori (* 7. März 1782 in Unzmarkt/Steiermark; † 31. März 1832 in Wien) war ein österreichischer Schriftsteller.

## Leben
Nach dem erfolgreichen Abschluss seines Studiums 1802 war Sartori für zwei Jahre als Buchhaltungsbeamter in Wien tätig. Anschließend betraute man ihn in Graz mit der Leitung der Zeitung für Innerösterreich. Dieses Amt hatte er bis 1806 inne.
In diesem Jahr kündigte Sartori und ging nach Wien. Dort fungierte er in den Jahren 1807 bis 1810 als Herausgeber der Annalen der Literatur und Kunst in dem Oesterreichischen Kaiserthume. Während dieser Jahre studierte er nebenbei und konnte 1808 als „Externer“ in Erlangen im Fach Medizin promovieren.
Trotz eines verlockenden Angebots ließ sich Sartori in Erlangen nicht als Arzt nieder, sondern ging nach Wien zurück. Dort war er – neben seiner Arbeit als Herausgeber – dann im Bücher-Revisionsamt tätig. 1814 avancierte er zum Direktor dieses Amts und blieb bis an sein Lebensende auf diesem Posten.
Nebenbei redigierte Sartori ab 1814 die Wiener Literatur-Zeitung und die Vaterländischen Blätter. Ab 1819 fungierte er zusätzlich noch als Herausgeber des Österreichischen Kalender.
Im Alter von 50 Jahren starb Franz Sartori am 31. März 1832 in Wien. Er wurde am Sankt Marxer Friedhof beigesetzt.

## Schriften
- Naturwunder des österreichischen Kaiserthumes. Verlag Doll, Wien 1807 (1. und 2. Theil ), 1809 (3. und 4. Theil )Band 1 Band 3 Band 4
- Länder- und Völker-Merkwürdigkeiten des österreichischen Kaiserthumes. Doll, Wien 1809 ( 4 Theile ) Band 1 Band 3
- Lebensbeschreibungen berühmter Helden. Verlag Doll, Wien 1809.
- Neueste Reise durch Österreich. Verlag Doll, Wien 1807 ff.
- Taschenbuch für Marienbads Curgäste. Haas, Wien, Prag und Carlsbad 1819. Digitalisat
- Oesterreichs Tibur, oder Natur- und Kunstgemählde aus dem oesterreichischen Kaiserthume Verlag Doll, Wien 1819 Digitalisat
- Romantischer Bildersaal großer Erinnerungen, Band 1 Band 2